# Hensley Meulens

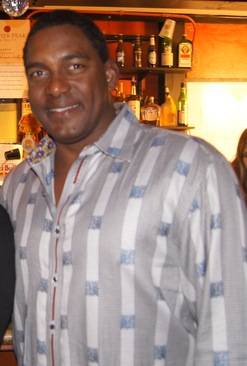
Hensley Meulens (2011)

Hensley Filemon Acacio Meulens (Willemstad, 23 juni 1967) is een voormalig Curaçaose honkballer.

## Loopbaan
Hensley "bam-bam" Meulens, een rechtshandige slagman, speelde in zijn jeugd op Curaçao honkbal en ging na zijn middelbare school naar de Verenigde Staten, waar hij uitkwam voor diverse collegeteams. In 1989 debuteerde hij in de Amerikaanse Major League als zesde Nederlander bij de New York Yankees. Later zou hij nog uitkomen in de Majors voor de Montreal Expos en de Arizona Diamondbacks. Hij speelde in totaal 182 wedstrijden in de ML. Hierna speelde hij nog voor de club Saraperos in Mexico en in de Japanse Major League voor de clubs Chiba Lotte Marine en Yakult Swallows.

## Nederlands team
Meulens debuteerde in het Nederlands honkbalteam in 2000. Tijdens de Olympische Spelen van 2000 in Sydney zorgde hij door een tweehonkslag te slaan terwijl alle honken vol waren ervoor dat Nederland voor het eerst in de historie van Cuba wist te winnen. In 2002 deed hij ook mee met het team aan de Haarlemse Honkbalweek. Hierna was hij nog enige jaren betrokken als assistent-coach bij de nationale ploeg. Sinds de World Baseball Classic van 2013 is Meulens hoofdcoach van het Nederlands team.

## Coaching
Na zijn actieve topsportcarrière werd Meulens coach bij de Indianapolis Indians die in de triple A uitkomt binnen de organisatie van de Pittsburgh Pirates. Ook begon hij op Curaçao een honkbalschool. Meulens werd in 2010 aangenomen als slagcoach van de Amerikaanse honkbalclub San Francisco Giants, waar hij in 2010 de ontslagen Carney Lansford opvolgde. Met de San Francisco Giants won hij de World Series 2010, 2012 en 2014.
Sharnol Adriana · 
Johnny Balentina · 
Patrick Beljaards · 
Ken Brauckmiller · 
Rob Cordemans · 
Jeffrey Cranston · 
Michaël Crouwel · 
Radhames Dijkhoff · 
Robert Eenhoorn · 
Rikkert Faneyte · 
Evert-Jan 't Hoen · 
Chairon Isenia · 
Percy Isenia · 
Eelco Jansen · 
Ferenc Jongejan · 
Dirk van 't Klooster · 
Patrick de Lange · 
Raily Legito · 
Jurriaan Lobbezoo · 
Remy Maduro · 
Hensley Meulens · 
Ralph Milliard · 
Erik Remmerswaal · 
Orlando Stewart